# Manfred Eickerling
Manfred Eickerling (* 13. September 1951) ist ein ehemaliger deutscher Fußballspieler.

## Sportlicher Werdegang
Eickerling spielte in der Jugend beim 1. FC Köln, konnte sich aber nach der A-Jugend nicht für die Wettkampfmannschaft empfehlen und schloss sich 1970 dem VfL Gummersbach in der seinerzeit viertklassigen Landesliga Mittelrhein an. Nach nur einer Saison wechselte der Mittelfeldspieler eine Spielklasse höher zum Mittelrhein-Verbandsligisten Bonner SC, der aus der Regionalliga West abgestiegen war. Am Ende der Spielzeit 1971/72 wurde er mit dem Klub Tabellenerster vor dem Vorjahresmeister SC Jülich, in der Aufstiegsrunde wurde die Zweitligarückkehr jedoch verpasst.
1974 wechselte Eickerling in die Vereinigten Staaten, wo er für das von Hubert Vogelsinger trainierte neu geschaffene Franchise Boston Minutemen in der North American Soccer League auflief. Nach Saisonende kehrte er nach Deutschland in die drittklassige Mittelrheinliga zurück, wo er sich noch vor dem Jahreswechsel Bayer 04 Leverkusen anschloss. Im Sommer 1975 stieg er mit dem Klub in die 2. Bundesliga auf, wo er unter Manfred Rummel und dessen Nachfolger Willibert Kremer Stammspieler blieb – am dritten Spieltag sah er bei der 0:4-Niederlage gegen die SpVgg Erkenschwick nach Verursachen eines Handelfmeters und anschließendem vehementen Protestieren die Rote Karte, dies bzw. die folgende Sperre war die Hauptursache, dass er in der Spielzeit 1975/76 nur bei 33 der 38 Saisonspiele in der Startelf stand. Dies blieb auch im Folgejahr so, ehe er sich beim 2:1-Erfolg über Preußen Münster im März 1977 schwer verletzte und ein halbes Jahr ausfiel. Nach der Wiedergenesung kehrte er im Oktober des Jahres zunächst vornehmlich als Einwechselspieler aufs Spielfeld zurück, ab Ende November war er wieder Stammkraft.
1978 wechselte Eickerling nach 77 Zweitligaeinsätzen für die Leverkusener innerhalb der 2. Bundesliga Nord zu Viktoria Köln, wo er noch zwei Spielzeiten in der zweithöchsten Spielklasse auflief und dabei 46 Meisterschaftsspiele bestritt. In der Spielzeit 1980/81 gehörte er zum Kader, blieb aber ohne Spieleinsatz. Nach dem Abstieg des Klubs in die Oberliga Nordrhein am Saisonende aufgrund der Einführung der eingleisigen 2. Bundesliga kam er dort nochmals zum Einsatz.